# 阿纳恩塔普尔
阿纳恩塔普尔（Anantapur），是印度安得拉邦Anantapur县的一个城镇。总人口220951（2001年）。

## 人口
该地2001年总人口220951人，其中男性112273人，女性108678人；0—6岁人口22640人，其中男11438人，女11202人；识字率69.29%，其中男性为76.79%，女性为61.54%。